# Thomas J. B. Robinson

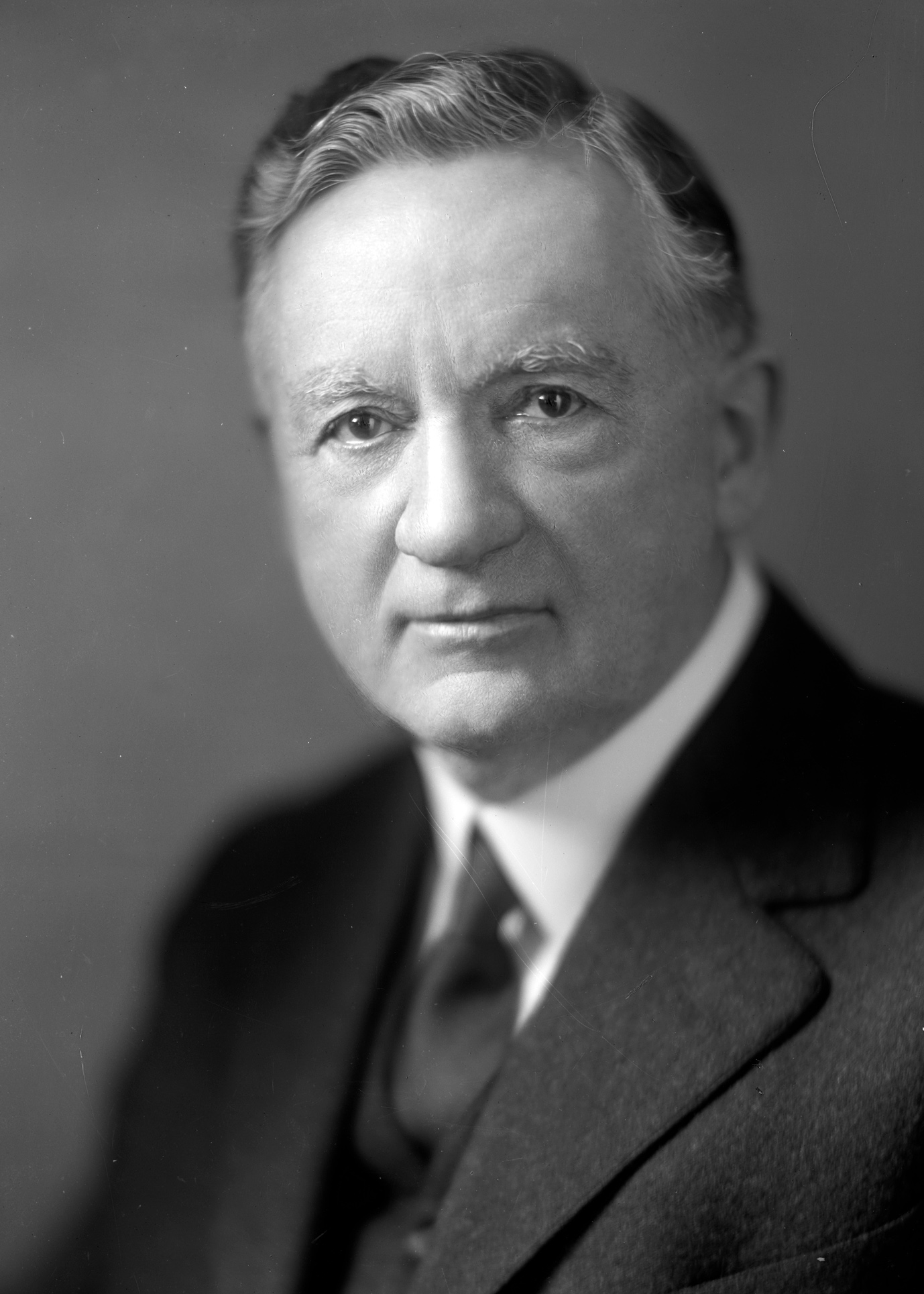
Thomas J. B. Robinson

Thomas John Bright Robinson (* 12. August 1868 in New Diggings, Lafayette County, Wisconsin; † 27. Januar 1958 in Hampton, Iowa) war ein US-amerikanischer Politiker. Zwischen 1923 und 1933 vertrat er den Bundesstaat Iowa im US-Repräsentantenhaus.

## Werdegang
Bereits im Jahr 1870 kam Thomas Robinson als Kind mit seinen Eltern nach Hampton in Iowa. Dort besuchte er die öffentlichen Schulen einschließlich der Hampton High School. Danach wurde er in der Landwirtschaft und im Bankwesen tätig. Zwischen 1907 und 1923 war er Präsident der Citizens National Bank of Hampton. Robinson war auch Mitglied im Bildungsausschuss von Hampton und Kurator des Cornell College.
Robinson gehörte der Republikanischen Partei an, für die er zwischen 1912 und 1916 im Senat von Iowa saß. In dieser Zeit besuchte er auch viele der regionalen republikanischen Parteitage in Iowa. Bei den Kongresswahlen des Jahres 1922 wurde er im dritten Wahlbezirk von Iowa in das US-Repräsentantenhaus in Washington, D.C. gewählt, wo er am 4. März 1923 die Nachfolge von Burton E. Sweet antrat. Nach vier Wiederwahlen konnte er bis zum 3. März 1933 fünf zusammenhängende Legislaturperioden im Kongress absolvieren. Seine letzte Amtszeit war von der Weltwirtschaftskrise überschattet. In den letzten Wochen seiner Zeit im Repräsentantenhaus wurde dort der 20. Verfassungszusatz verabschiedet. Dabei ging es um die Neuregelung des Beginns der Amtszeiten des Präsidenten und des Kongresses.
Bei den Wahlen des Jahres 1932 unterlag Robinson dem Demokraten Albert C. Willford. Dieses Wahlergebnis lag damals im Bundestrend zu Gunsten der Demokraten, die mit Franklin D. Roosevelt auch die Präsidentschaftswahlen dieses Jahres gewannen. Nach seinem Ausscheiden aus dem Repräsentantenhaus zog sich Robinson aus der Politik zurück. Er engagierte sich in den folgenden Jahren in der Immobilien- und Investmentbranche. Thomas Robinson starb am 27. Januar 1958 in seinem Wohnort Hampton im Alter von 89 Jahren.